# God's Gift to Women
God's Gift to Women is een Amerikaanse filmkomedie uit 1931 onder regie van Michael Curtiz.

## Verhaal
De Amerikaanse Diane Churchill en haar vader John bevinden zich in een nachtclub in Parijs. Ze zijn onder de indruk, wanneer ze erachter komen dat Toto Duryea een internationale vrouwenversierder is, die elke vrouw kan krijgen die hij wil. Toto vindt Diane erg knap en hij danst met haar. Zo gauw de dans voorbij is, wijst Diane hem af en vertrekt ze met haar vader. De dagen daarop volgt Toto Diane overal.

## Rolverdeling
| Acteur               | Personage            |
| -------------------- | -------------------- |
| Frank Fay            | Toto Duryea          |
| Laura La Plante      | Diane Churchill      |
| Joan Blondell        | Fifi                 |
| Charles Winninger    | John Churchill       |
| Alan Mowbray         | Auguste              |
| Arthur Edmund Carewe | Dr. Louis Dumont     |
| Billy House          | Monsieur Cesare      |
| Yola d'Avril         | Dagmar               |
| John T. Murray       | Monsieur Chaumier    |
| Louise Brooks        | Florine              |
| Margaret Livingston  | Tania Donaliff       |
| Armand Kaliz         | Monsieur Rancour     |
| Charles Judels       | Begrafenisondernemer |
| Tyrell Davis         | Basil                |
| Eleanor Gutchrlein   | Maybelle             |